# أنديرس لاجو
أنديرس لاجو (بالسويدية: Anders Lago)‏ هو سياسي سويدي، ولد في 31 أكتوبر 1966 في يونشوبينغ في السويد. حزبياً، نشط في حزب العمال الديمقراطي الاشتراكي السويدي.